# Sylvan Esso
Sylvan Esso je americké popové duo z Durhamu v Severní Karolíně. Vzniklo v roce 2013 a tvoří jej zpěvačka Amelia Meath, jinak členka pěveckého tria Mountain Man, a multiinstrumentalista a producent Nick Sanborn, člen kapely Megafaun. Od roku 2016 jsou členové manželé. Debutovali roku 2013 singlem „Hey Mami“, který se stal součástí eponymního alba vydaného v květnu 2014. Album se umístilo na 39. příčce hitparády Billboard 200 a v červenci duo poprvé vystoupilo v televizi, v pořadu The Tonight Show Starring Jimmy Fallon, ve kterém představila píseň „Coffee“.
Druhá řadová deska, nazvaná What Now, vyšla v dubnu 2017. V Billboard 200 se vyšplhala až na 32. místo a vynesla kapele nominaci na cenu Grammy. Další nominace, rovněž neúspěšné, se dočkala třetí deska, Free Love, která vyšla v září 2020. Čtvrté album vyšlo o dva roky později pod názvem No Rules Sandy. Kromě toho dvojice hostovala v písních kapel Real Estate a Local Natives a hudebníka Johna Calea.